# Pavol Daučík
Pavol Daučík (* 24. října 1944) je bývalý československý fotbalista, obránce a fotbalový trenér. Po skončení fotbalové kariéry působí jako pedagog na Slovenské technické univerzitě v Bratislavě.

## Fotbalová kariéra
V československé lize hrál v letech 1966-1968 a 1969-1971 za Inter Bratislava a v sezóně 1968-1969 za Duklu Banská Bystrica. Gól v lize nedal.

## Ligová bilance
| Ročník                                   | Zápasy | Góly | Klub                  |
| ---------------------------------------- | ------ | ---- | --------------------- |
| 1. československá fotbalová liga 1966/67 | -      | 0    | Inter Bratislava      |
| 1. československá fotbalová liga 1967/68 | 7      | 0    | Inter Bratislava      |
| 1. československá fotbalová liga 1968/69 | 26     | 0    | Dukla Banská Bystrica |
| 1. československá fotbalová liga 1969/70 | 23     | 0    | Inter Bratislava      |
| 1. československá fotbalová liga 1970/71 | 1      | 0    | Inter Bratislava      |
| CELKEM                                   | -      | 0    |                       |